# Cimitra horridella
Cimitra horridella är en fjärilsart som beskrevs av Walker 1865. Cimitra horridella ingår i släktet Cimitra och familjen äkta malar. Inga underarter finns listade i Catalogue of Life.